# Маргвелашвілі Олександр Несторович
Олександр Несторович Маргвелашвілі (1915, село Нагареві, тепер Терджольський муніципалітет, Грузія — ?) — грузинський радянський діяч, токар Тбіліського паровозоремонтного заводу імені Сталіна Грузинської РСР. Депутат Верховної Ради СРСР 5-го скликання.

## Життєпис
Освіта неповна середня.
У 1929—1933 роках — токар майстерень Кутаїського індустріального технікуму Грузинської РСР.
З 1933 року — токар Тбіліського паровозо-вагоноремонтного заводу імені Сталіна Грузинської РСР, передовик виробництва, раціоналізатор. Вибирався головою цехового профкому, членом партійного комітету заводу.
Член ВКП(б) з 1942 року.
Подальша доля невідома.

## Нагороди і звання
- медаль «За оборону Кавказу»
- медаль «За доблесну працю у Великій Вітчизняній війні 1941—1945 рр.» (1945)
- медалі